# 41742 Wongkakui
41742 Wongkakui este o planetă minoră (asteroid), cu un diametru de 4,251 km, din centura de asteroizi. A fost descoperită pe 1 noiembrie 2000 la Desert Beaver Observatory⁠(d) de William Kwong Yu Yeung. 
Obiectul prezintă o orbită caracterizată de o semiaxă mare de 2,4101243449027 UAi, o excentricitate de 0,08, o înclinație de 2,2 ° în raport cu ecliptica.